# Bosc de Kampinos

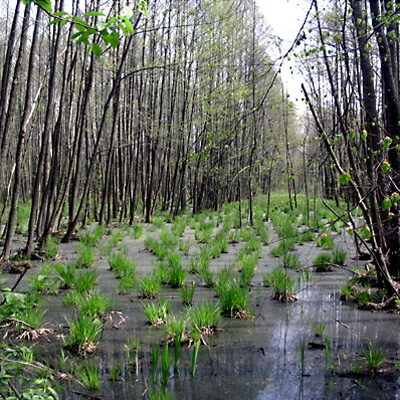
Pantà al bosc de Kampinos

El Bosc de Kampinos (en polonès, ‘’Puszcza Kampinoska’’) és una gran zona boscosa situada a l'oest de Varsòvia, a Polònia. Comprèn una gran part de l'antiga vall del Vístula, entre els rius Vistula i Bzura. Antigament, era un bosc enorme, que cobria 670 km² del centre del país, tot i que actualment la seva extensió és d'aproximadament 240 km².
Gran part de la superfície del bosc de Kampinos és actualment dins el Parc Nacional de Kampinos (Kampinoski Park Narodowy). El paisatge característic de la zona és una combinació de dunes sorrenques i de pantans i zones humides, amb una densa vegetació amb boscos de pi i avet.